# Изабел Рембо
Изабел Рембо  (фр. Isabelle Rimbaud; Шарлвил, 1. јун 1860  - Неји на Сени, 20. јун 1917) била је најмлађа сестра песника Артура Рембоа. Наследила је Рембоово имање након његове смрти и чувала његове дела.

## Биографија
Изабел је била најмлађа ћерка Мари Катрин Витали Киф и Фредерика Рембоа. Имала је два старија брата, Фредерика и Артура, и старију сестру Витали. Отац их је напистио када је имала само осам месеци, те их је одгојила строга и конзервативна мајка, истрајна да своју децу научи хришћанском моралу.
Када се Рембо вратио у Марсељ 23. августа 1891, Изабел је кренула са њим. У писмима мајци описала је последње недеље живота свога брата. Записала је Рембоово последње писмо 9. новембра и додала његове последње речи до поднева следећег дана.
Била је уз брата све до његове смрти. У писму мајци написала је: "Поред мене није сиромашни отпадник. Он је светац и мученик, један од Божијих изабраника."
Тек после Артурове смрти је сазнала да је писао поезију: "Чак иако их никад нисам прочитала, знам његова дела."
Била је последња особа која је нацртала Рембоов портрет.
Удала се за Патерна Берикона 1897. године. Обоје су настојали да очувају Артурово име на добром гласу. Умрла је у 57. години од рака.